# ارگ قدیمی خونیک
ارگ قدیمی خونیک مربوط به دوره ایلخانی است و در شهرستان قائنات، روستای خونیک علیا واقع شده و این اثر در تاریخ ۱۰ دی ۱۳۸۱ با شمارهٔ ثبت ۶۸۷۱ به‌عنوان یکی از آثار ملی ایران به ثبت رسیده است.